# Connad Cerr
Connad Cerr (død 629) var konge af Dalriada, et kongerige i middelalderens Skotland.
Connad befandt sig ca. 627 i Irland hvor han kæmpede sammen med Dál Riata, de skotske dalriaders allierede, mod Fichna mac Deman. Han besejrede dem i slaget ved Ard Corann. 
Da kong Eochaid af Dalriada døde i 629 overtog Connad magten i Dalriada; det er i dag ikke klart hvordan deres indbyrdes slægtskab var, hvis de i det hele var beslægtede. Han forblev dog i Irland i en tid, og kæmpede i slaget ved Fid Eoin, sammen med blandt andet Oswald, søn af Ætelfred af Northumbria, som levede i eksil. Efter kun tre måneder som konge blev han besejret og dræbt.
Han blev efterfulgt af Domnal Brecc.